# División de Honor femenina de voleibol 2006-07
La Superliga femenina de voleibol de España 2006-07 fue una temporada de la máxima categoría del voleibol femenino español celebrada entre finales del año 2006 y comienzos del 2007.

## Clasificación
| Nombre                       | Sede                                | Región               | Puesto | 2007-2008              |
| ---------------------------- | ----------------------------------- | -------------------- | ------ | ---------------------- |
| C.A.V. Murcia 2005           | Murcia                              | Región de Murcia     | 1º     | Champions              |
| Spar Tenerife Marichal       | Santa Cruz de Tenerife              | Canarias             | 2º     | Champions              |
| C.V. Albacete                | Albacete                            | Castilla-La Mancha   | 3º     | Copa CEV               |
| Universidad de Burgos        | Burgos                              | Castilla y León      | 4º     | Copa CEV               |
| Gran Canaria Hotel Cantur    | Las Palmas de Gran Canaria          | Canarias             | 5º     | Copa Challenge         |
| Visual Home Benidorm         | Benidorm (Alicante)                 | Comunidad Valenciana | 6º     |                        |
| Jamper Aguere                | La Laguna (Tenerife)                | Canarias             | 7º     |                        |
| Patricia Menorca Volei       | Ciudadela (Menorca)                 | Islas Baleares       | 8º     |                        |
| Voley Sanse Mepaban          | San Sebastián de los Reyes (Madrid) | Comunidad de Madrid  | 9º     |                        |
| Mazotti Las Palmas GC        | Las Palmas de Gran Canaria          | Canarias             | 10º    |                        |
| Promociones Percán           | Alicante                            | Comunidad Valenciana | 11º    | Superliga 2 - renuncia |
| Ribeira Sacra                | Monforte de Lemos (Lugo)            | Galicia              | 12º    | Superliga 2            |
| Voley Murcia                 | Murcia                              | Región de Murcia     | 13º    | Superliga 2            |
| C.E. Universitat de València | Valencia                            | Comunidad Valenciana | 14º    | Superliga 2 - renuncia |

- Datos: Q66793654